# Kunsia tomentosus
Kunsia tomentosus é uma espécie de roedor da família Cricetidae. É a única espécie descrita para o gênero Kunsia. Pode ser encontrada na Bolívia e Brasil.

## Nomenclatura e taxonomia
A espécie foi descrita em 1830 por Martin Lichtenstein como Mus tomentosus. Em 1966 Philip Hershkovitz recombinou a espécie para Kunsia tomentosus.
Duas subespécies são reconhecidas:
- Kunsia tomentosus tomentosus (Lichtenstein, 1830) - Mato Grosso, Goiás e Rondônia, no Brasil, e Beni, La Paz e Santa Cruz, na Bolívia;
- Kunsia tomentosus principalis (Lund, 1840) - conhecida apenas da localidade-tipo em Lagoa Santa, Minas Gerais, Brasil;